# Sovereign osztály

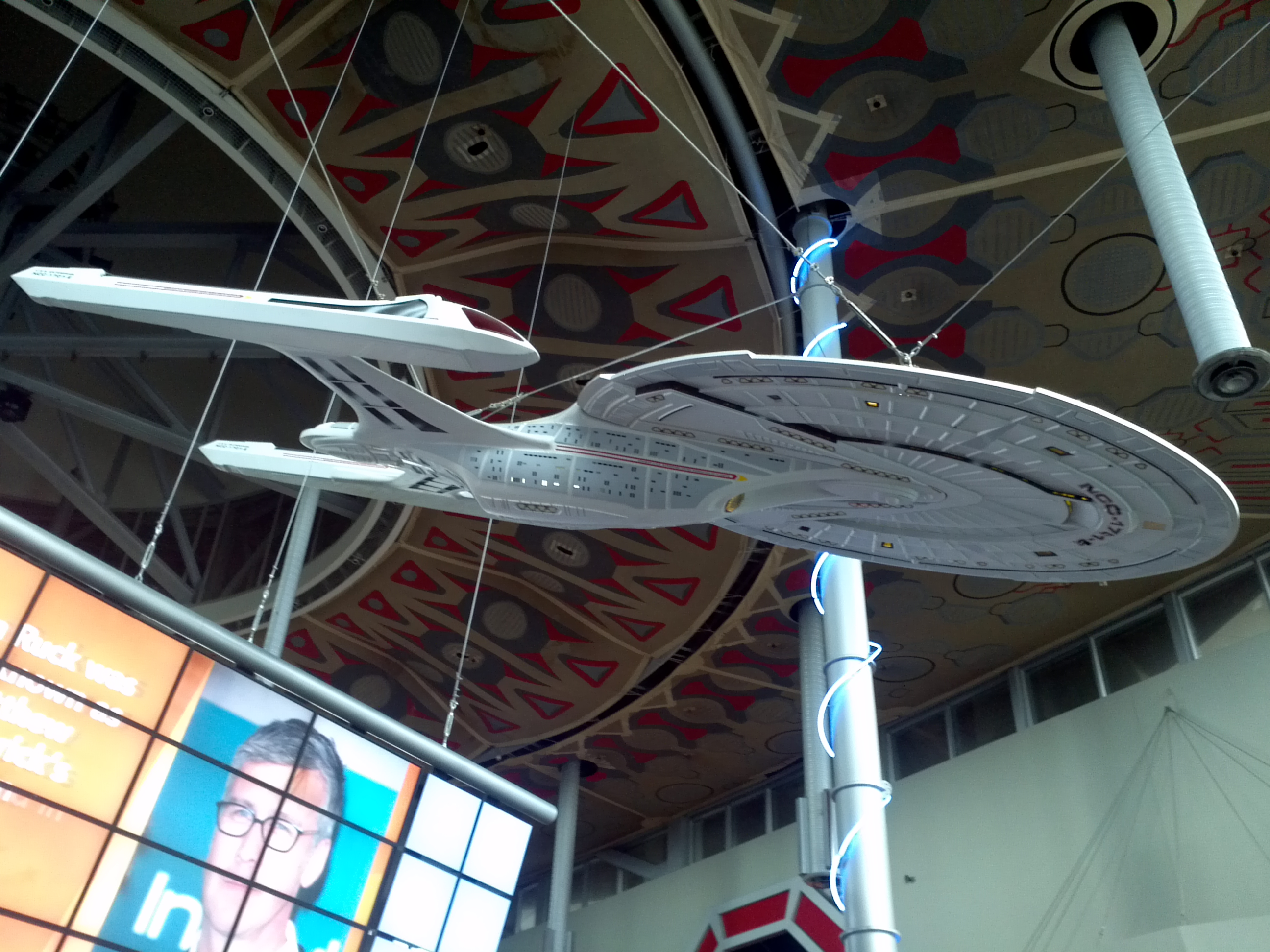
Sovereign osztályú csillaghajó

A Sovereign-osztály egy kitalált csillaghajó-típus a Star Trek Univerzumban. A hajótípust a Bolygók Egyesült Föderációján belül (United Federation of Planets – UFP) a Csillagflotta (Starfleet) állította szolgálatba 2369 környékén. A flotta zászlóshajója, a USS Enterprise NCC 1701-E is ehhez az osztályhoz tartozik.

## Története
2338-ra a Klingon Birodalom és a Bolygók Egyesült Föderációja között nagyon elmérgesedett a helyzet, háborús fenyegetéssel néztek szembe. Emiatt a Csillagflotta parancsa szerint egy olyan új csatahajót kellett hadrendbe állítani, mely képes sakkban tartani a Klingon Birodalmat, és akár a Borg ellen is tud majd védekezni.

## Tervezés
Alapvetően a Sovereign osztály az Ambassador osztály továbbfejlesztése volt, háttérbe szorítva a diplomáciai és kutatási részlegeket, a harcállásokat helyezve előtérbe. A tervezés során az innovatív ötleteket például a hajtómű gondolák és az antianyagreaktor terén felhasználták az akkor már építési fázisban lévő Galaxy osztályhoz is. A Romulánokkal való 2364-es kapcsolatfelújítás ahhoz vezetett, hogy 2365-ben tervátalakításokat kellett eszközölni a Sovereign osztálynál. Szemponttá vált, hogy olyan alkatrészekből szereljék össze, melyek minél gyorsabban, minél nagyobb mennyiségben előállíthatóak. Végül a Romulánokkal való háború elkerültével a megbízhatóság győzött a tervezésnél, egy erős és tartós hadicirkáló létrehozása lett a cél.

## Taktikai képességek
A Sovereign osztály a Csillagflotta legerősebb és legjobban felfegyverzett csillaghajója lett. Ez a hajó egy új típusú fézerrel, a XII-es típusúval készült, mellyel csak a Föderáció dokkjait és csillagbázisait szokták felszerelni. A tizenkettes típus közel 60%-kal nagyobb energiát ad le, mint a tízes típus, melyet a Galaxy osztály hajóiba építettek be. 
A torpedó fegyverrendszer is a legfejlettebb típusú. Egy nagy kvantumtorpedó helyezkedik el közvetlenül a deflektortányér felett, mely 1 másodperc alatt akár 5 torpedót is képes kilőni, ez több, mint amit a Galaxy osztály két fotontorpedó-vetője együttesen tud. A kvantumtorpedó-vetők mellett négy fotontorpedó-vető is található a hajón. Ebből két-két pár található a hajtóműszekción, melyek előre, illetve hátrafelé néznek. Ebből világosan kitűnik, hogy a Csillagflotta hajói közül a Sovereign osztálynak van a legerősebb és legfejlettebb torpedó fegyverzete.
A Sovereign energiapajzs rendszere is csúcstechnológiájú, és a Csillagflotta hajói közül a legerősebb. A tervezésnél a lényeg az volt, hogy egyaránt ellenálljon a klingon és romulán diszruptoroknak, és a nagy energiájú vonó és polaronsugaraknak is a Borg elleni harchoz. Egy olyan univerzális pajzsrendszert építettek be, mely bármilyen ellenféllel szemben megvédi a hajót.

## Hajtómű
A Sovereign osztály térhajtóművei új tervek szerint készültek, figyelve arra, hogy a térhajtóműrendszer ne rongálja a szubteret, és később minden új csillaghajó osztálynál alkalmazhatóak legyenek az új fejlesztések. A Sovereign osztályú hajók a flotta leggyorsabb csillaghajói 9,9-es cirkáló, és 9,99-es fokozatú szubtéri sebességet tudnak, melyet több mint 24 órán át képesek tartani. A nagy cirkálósebesség lehetővé teszi, hogy a hajó nagyon rövid időn belül céljához érjen. Továbbá az impulzus hajtóművek kiváló teljesítménye miatt a Sovereign harci manőverek közben is nagy sebességre képes.

## További fejlesztések
A Domínium háború során kiderült, a Föderáció hajói nem elég fejlettek a Domínium legerősebb hajóival szembeni harchoz. Bár a Sovereign osztály sikeresen tudta fölvenni a harcot, de ez nem volt elég, a fejlesztéseket a háború miatt folytatni kellett. A Csillagflotta elhatározta, hogy feljavítja a Sovereign osztály hajóit. Három új hátrafelé tüzelő fotontorpedó-vetőt szereltek fel, két másik előrenéző mellett. Egy ikervetőcső került a híd hátsó részére, egy a hátsó hangárhoz, egy a híd alsó részére, és egy a hajó orrára. Ezeken felül még 4 fézer sort helyeztek a gondolapilonokra. A torpedóvetők vezérlőrendszerének újratervezése után 300-ról 350-re nőtt a hordozható torpedók száma. Ez a mennyiség már elég lehet a legtöbb fenyegetés ellen, habár egy nagyobb csatában a sok vetőcső miatt gyorsan elfogyhatnak. A jövőben cél lehet a hordozható torpedók számát akár 500-ra is növelni.
Hála annak, hogy telepítették a legújabb érzékelőket és tűzvezető rendszereket, a fegyverek hatékonysága és pontossága is megnőtt. Emellett a pajzskapacitást 25%-kal növelték. Mindezek elegendőek, hogy a Sovereign osztályú hajók már igen komoly találatokat is kibírjanak.
A Sovereign osztályú USS ENTERPRISE NCC 1701-E, mely a Csillagflotta zászlóshajója, 2378-ban tesztelhette új rendszereit, amikor a remán Scimitarral kellett megütköznie. A csata során a Scimitar komoly károkat okozott az ENTERPRISE-nak, de a hajó ennek ellenére működőképes maradt. Valószínűsíthető, hogy amennyiben a romulánok több Scimitar-osztályú hajót állítanak hadrendbe, a Sovereign osztály további fejlesztésekre szorul.

## Ismert hajók
- USS Ark Royal (NCC-75922)
- USS Arsinoe (NCC-75307)
- USS Enterprise (NCC-1701-E)
- USS Gilgamesh (NCC-74669)
- USS Glasgow (NCC-75117)
- USS Hrothgar (NCC-74975)
- USS Hutchinson (NCC-74957)
- USS Igraine (NCC-74980)
- USS Inaieu (NCC-75018)
- USS Jaresh-Inyo (NCC-75020)
- USS Musashi (NCC-74660)
- USS Okuda (NCC-74107)
- USS Pachacuti (NCC-74181)
- USS Sovereign (NCC-73811)
- USS Valkyrie (NCC-74877)
- USS Van Citters (NCC-72504)
- USS Venture (NCC-75306)
- USS Warspite (NCC-74922)